# Jardin René-Binet
Le jardin René-Binet est un espace vert du 18e arrondissement de Paris, en France.

## Situation et accès
Le site est accessible par le 42, rue René-Binet et la place Françoise-Dorléac.
Il est desservi par la ligne 4 à la station Porte de Clignancourt et par la ligne 3b du tramway d'Île-de-France à la station Angélique-Compoint.

## Origine du nom
Ce jardin rend hommage à l'architecte, décorateur, peintre et théoricien de l'art français René Binet (1866-1911).

## Historique
Le jardin est créé en 1976.